# Argaeus I van Macedonië
Argaeus I (Argaios I) (Grieks: Αργαίος, Latijn: Argaeus), was koning van Macedonië van 678 tot 640 v.Chr., uit het huis der Argeaden. Hij was zoon van Perdiccas I van Macedonië en vader van Philippos I van Macedonië. Waarschijnlijk kwam tijdens zijn regering het eerste muntgeld, de Drachme, in omloop.